# Caída de la República de Venecia

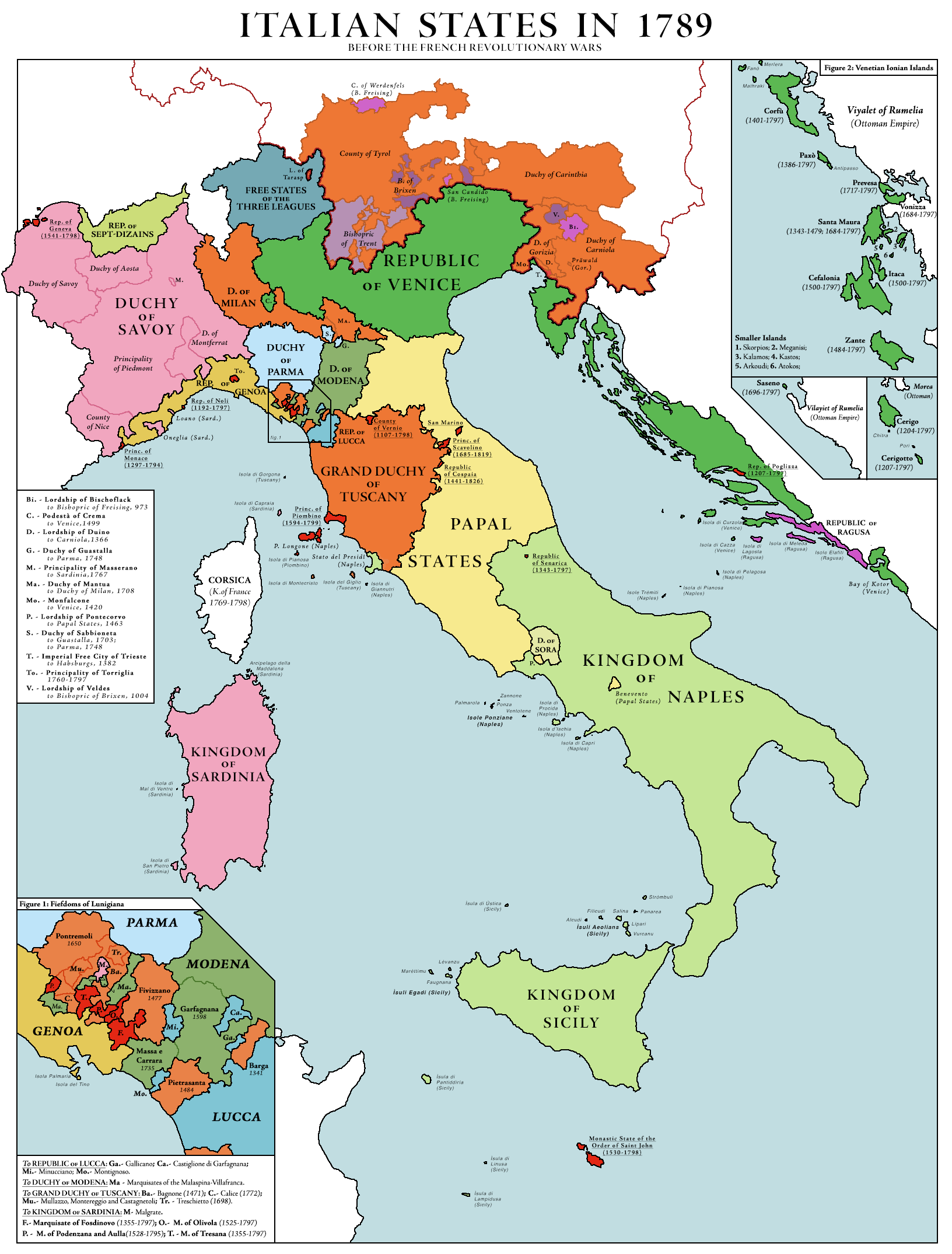
Los estados de la Península Italiana en 1789. En verde se muestran los territorios de la República de Venecia, tanto en la península italiana (Terraferma), como en sus posesiones de ultramar (Dalmacia veneciana y las Islas Jónicas venecianas)

La República de Venecia fue disuelta y desmembrada por el general francés Napoleón Bonaparte y la Monarquía de los Habsburgo el 12 de mayo de 1797.
En 1796, el joven general Napoleón había sido enviado por la recién creada República Francesa para enfrentarse a Austria, en el marco de las Guerras revolucionarias francesas. Eligió pasar por Venecia, que era oficialmente neutral. A regañadientes, los venecianos permitieron que el formidable ejército francés entrara en su país para que pudiera enfrentarse a Austria. Sin embargo, los franceses comenzaron a apoyar encubiertamente a los revolucionarios jacobinos dentro de Venecia, y el senado veneciano empezó a prepararse discretamente para la guerra. Las fuerzas armadas venecianas estaban agotadas y difícilmente podían hacer frente a los franceses, curtidos en mil batallas, o incluso a un levantamiento local. Tras la toma de Mantua el 2 de febrero de 1797, los franceses abandonaron cualquier pretexto y llamaron abiertamente a la revolución en los territorios de Venecia. El 13 de marzo se produjo una revuelta abierta, con la escisión de Brescia y Bérgamo. Sin embargo, el sentimiento pro veneciano seguía siendo alto, y Francia se vio obligada a revelar sus verdaderos objetivos después de proporcionar apoyo militar a los revolucionarios que no lo consiguieron.
El 25 de abril, Napoleón amenazó abiertamente con declarar la guerra a Venecia a menos que se democratizara. El Senado veneciano accedió a numerosas demandas, pero ante una creciente rebelión y la amenaza de una invasión extranjera, abdicó en favor de un gobierno de transición de jacobinos (y por tanto de franceses). El 12 de mayo, Ludovico Manin, último dux de Venecia, abolió formalmente la Serenísima República de Venecia después de 1.100 años de existencia.
Los franceses y los austriacos habían acordado en secreto el 17 de abril en el Tratado de Leoben que, a cambio de entregar Venecia a Austria, Francia recibiría las posesiones austriacas en los Países Bajos. Francia ofreció a la población la oportunidad de votar sobre la aceptación de los términos del tratado, ahora públicos, que los cedían a Austria. El 28 de octubre, Venecia votó a favor de aceptar los términos, ya que prefería a Austria antes que a Francia. Tales preferencias estaban bien fundadas: los franceses procedieron a saquear Venecia a conciencia. Además, robaron o hundieron toda la armada veneciana y destruyeron gran parte del Arsenal veneciano, un final humillante para la que había sido una de las armadas más poderosas de Europa.
El 18 de enero de 1798, los austriacos tomaron el control de Venecia y pusieron fin al saqueo. Sin embargo, el control de Austria duró poco, ya que Venecia volvería a estar bajo control francés en 1805. Luego volvió a manos austriacas en 1815 como Reino de Lombardía-Venecia hasta su incorporación al Reino de Italia en 1866.

## Antecedentes

El joven general francés y futuro gobernante de Francia, Napoleón Bonaparte.

La caída de la antigua República de Venecia fue el resultado de una secuencia de acontecimientos que siguieron a la Revolución francesa (Caída de la Bastilla, 14 de julio de 1789) y las posteriores Guerras revolucionarias francesas que enfrentaron a la Primera República francesa contra las potencias monárquicas de Europa, aliados en la Primera Coalición (1792), particularmente después de la ejecución de Luis XVI de Francia el 21 de enero de 1793, que impulsó a las monarquías de Europa a una causa común contra la Francia revolucionaria.
El pretendiente al trono francés, Luis Stanislas Javier (futuro Luis XVIII), pasó una temporada en 1794 en Verona, como huésped de la República de Venecia. Esto provocó fuertes protestas de los representantes franceses, por lo que se revocó el derecho de asilo de Luis y se le obligó a abandonar Verona el 21 de abril. Como señal de protesta, el príncipe francés exigió que su nombre fuera retirado del libro d'oro de la nobleza veneciana, y que se le devolviera la armadura de Enrique IV de Francia, que se conservaba en Venecia. El comportamiento del gobierno veneciano provocó también el disgusto y la censura de las demás cortes europeas.
En 1795, con la Constitución del Año III, Francia puso fin a los disturbios del Reino del Terror e instaló el régimen más conservador del Directorio. Para 1796, el Directorio ordenó el lanzamiento de una gran ofensiva doble contra la Primera Coalición: un ataque principal al este del Rin (bajo Jean-Baptiste Jourdan y Jean Victor Marie Moreau) contra los estados alemanes del Sacro Imperio Romano Germánico, y un ataque de distracción contra los austriacos y sus aliados en el sur, en el norte de Italia. La dirección de la campaña italiana recayó en el joven (27 años entonces) general Napoleón Bonaparte, quien en abril de 1796 cruzó los Alpes con 45.000 hombres para enfrentarse a los austriacos y piamonteses.
En una campaña relámpago, Napoleón consiguió dejar a Cerdeña fuera de la guerra, y luego se dirigió hacia el Ducado de Milán, controlado por las fuerzas de los Habsburgo. El 9 de mayo, el archiduque Fernando, gobernador austriaco de Milán, se retiró con su familia a Bérgamo, en territorio veneciano. Seis días más tarde, tras ganar la batalla de Lodi, Napoleón entra en Milán y obliga al rey Víctor Amadeo III de Cerdeña a firmar el humillante Tratado de París, mientras las fuerzas de los Habsburgo se retiraban a defender el Obispado de Trento. El 17 de mayo, el Ducado de Módena también buscó un armisticio con los franceses.
Durante este conflicto, la República de Venecia había seguido su tradicional política de neutralidad, pero sus posesiones en el norte de Italia (los Domini di Terraferma) se encontraban ahora en la trayectoria directa del avance del ejército francés hacia Viena. El 20 de mayo, los franceses denuncian el armisticio y reanudan las hostilidades.

## Ocupación de la Terraferma

### Llegada de los franceses a la Lombardía veneciana

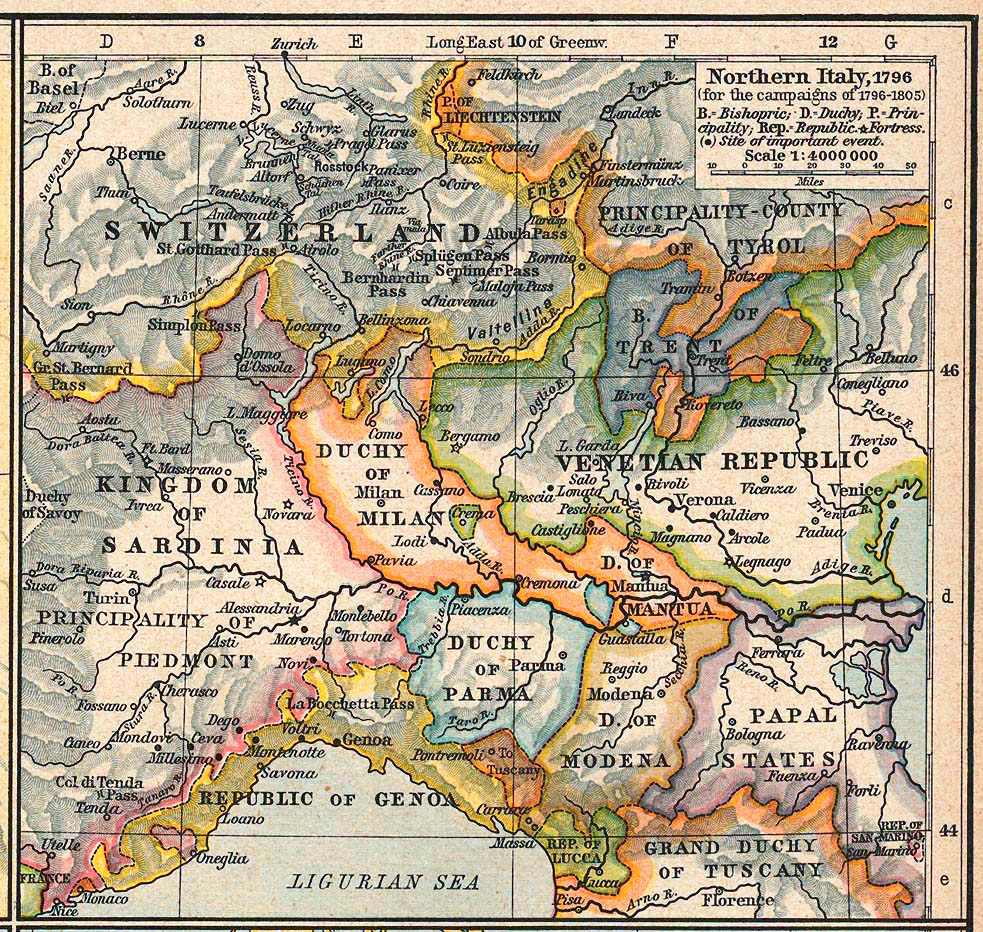
Mapa del norte de Italia en 1796

Ante la aproximación del ejército francés, ya el 12 de mayo de 1796, el Senado veneciano había creado un provveditore generale para la Terraferma, con la tarea de supervisar a todos los magistrados de sus territorios continentales (los reggimenti). Sin embargo, el estado de las defensas venecianas era lamentable: faltaban armas y las fortificaciones estaban en mal estado. La Lombardía veneciana se vio pronto invadida por masas de refugiados que huían de la guerra, y por destacamentos de tropas austriacas destrozados o en fuga, a los que pronto siguieron las primeras infiltraciones de contingentes franceses. Sólo con grandes dificultades las autoridades venecianas consiguieron impedir el paso por Crema de los austriacos del general Kerpen, primero, y de los franceses de Berthier, después, que les perseguían. Finalmente, el propio Napoleón llegó a la ciudad con una propuesta de alianza con Venecia, que no dio ninguna respuesta. En vista del mal estado de las defensas, tanto el gobierno veneciano como las autoridades de Terraferma opusieron una débil resistencia al paso del territorio veneciano por los austriacos en retirada, pero rechazaron firmemente las peticiones del embajador de Habsburgo de proporcionar, aunque fuera en secreto, alimentos y suministros a las fuerzas austriacas.
En resumen, sin embargo, la situación era crítica para la Serenísima República: no sólo Lombardía, sino también el Véneto estaban amenazados de invasión. Primero, el comandante en jefe austríaco, Jean-Pierre de Beaulieu, tomó Peschiera del Garda mediante artimañas, y luego, el 29 de mayo, la división francesa de Augereau entró en Desenzano del Garda. En la noche del 29 al 30 de mayo, Napoleón cruzó el río Mincio en masa, obligando a los austriacos a retirarse al Tirol. A las quejas de los venecianos, que a través del provveditore generale Foscarini protestaron por los daños infligidos por las tropas francesas durante su avance, Napoleón respondió amenazando con pasar Verona a hierro y fuego, y de marchar sobre la propia Venecia, alegando que la República se había mostrado favorable a los enemigos de Francia al no declarar la guerra tras los sucesos de Peschiera, y dar cobijo al pretendiente francés Luis.

### Apertura de los territorios venecianos a las tropas de Napoleón

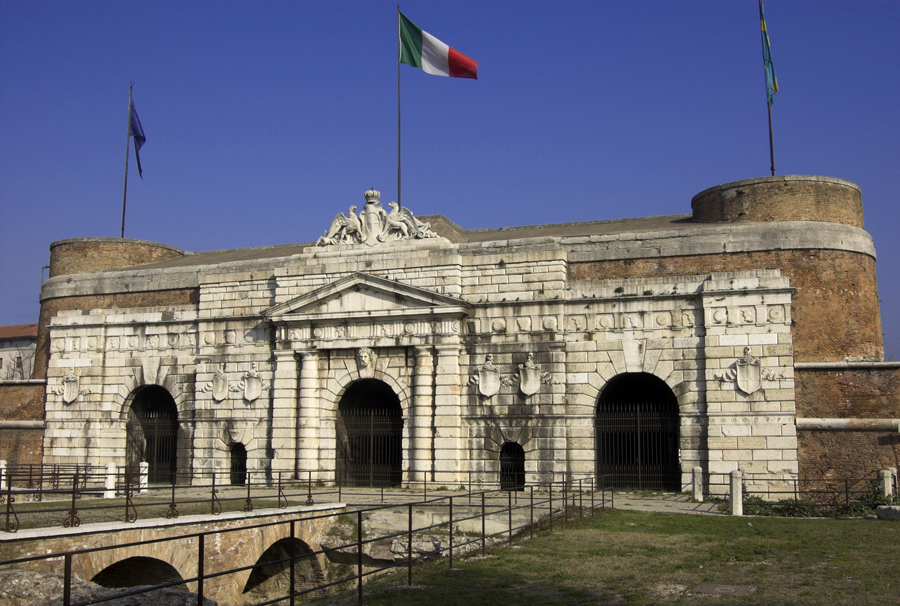
La Porta Nuova de Verona, que abrió sus puertas a las tropas de Napoleón el 1 de junio de 1796.

El 1 de junio, Foscarini, en un esfuerzo por no provocar más a Napoleón, aceptó la entrada de tropas francesas en Verona. Los territorios venecianos se convirtieron así oficialmente en un campo de batalla entre los bandos enfrentados, mientras que en muchas ciudades la ocupación francesa creó una difícil cohabitación entre las tropas francesas, los militares venecianos y los habitantes locales.
Ante una amenaza inminente, el Senado ordenó la retirada de la flota veneciana, el reclutamiento de la milicia cernide en Istria y la creación de un provveditore general para la laguna veneciana y el Lido, para asegurar la defensa del Dogado, el núcleo del Estado veneciano. Se recaudan nuevos impuestos y se solicitan contribuciones voluntarias para el rearme del Estado. Por último, se ordenó al embajador de la República en París que protestara ante el Directorio por la violación de su neutralidad. Al mismo tiempo, los diplomáticos venecianos en Viena protestaron por el hecho de que las fuerzas de Habsburgo llevaran la guerra a la Terraferma.
El 5 de junio, los representantes del Reino de Nápoles firmaron un armisticio con Napoleón. El 10 de junio, el heredero del ducado de Parma, Luis de Borbón, y dos días después, Napoleón invadieron la Romaña, que pertenecía a los Estados Pontificios; el 23 de junio el Papa tuvo que aceptar la ocupación francesa de las legaciones del norte, permitiendo a los franceses ocupar la ciudad portuaria de Ancona en el mar Adriático.
La aparición de buques de guerra franceses en el Adriático llevó a Venecia a renovar el antiguo decreto que prohibía la entrada de flotas extranjeras en la laguna veneciana, e informó de ello a París. Se establecieron flotillas y fortificaciones a lo largo de las orillas de la laguna con tierra firme, así como en los canales, para bloquear el acceso tanto desde tierra como desde el mar. A este respecto, el 5 de julio el proveditore de la laguna, Giacomo Nani, recordando la victoriosa guerra de la Morea contra los turcos otomanos, escribió:

Me mortifica el alma ver que, sólo un siglo después de aquella importante época, Vuestras Excelencias se reducen a pensar únicamente en la defensa de la ría, sin pensar en llevar su pensamiento ni siquiera una línea más allá.
 — Giacomo Nani, Provveditore generale alle Lagune e ai Lidi 

Venecia parecía haber perdido para siempre Terraferma, como en tiempos anteriores durante la Guerra de la Liga de Cambrai. El gobierno resolvió movilizar sus fuerzas para evitar tal desenlace; bajo las exhortaciones de Nani, el gobierno veneciano se preparó para ordenar una movilización y dar el mando de sus fuerzas terrestres a Guillermo de Nassau, pero se detuvo en el último momento ante la oposición conjunta de austriacos y franceses.
Hacia mediados de julio, las tropas francesas se acuartelaron en las ciudades de Crema, Brescia y Bérgamo, para permitir la separación de las fuerzas francesas y austriacas, que entretanto habían concluido una tregua. Al mismo tiempo, se estaban realizando gestiones diplomáticas para inducir a Venecia a abandonar su neutralidad y entrar en una alianza conjunta con Francia y el Imperio Otomano contra Rusia. Sin embargo, las noticias de los preparativos del general Dagobert Sigmund von Wurmser para una contraofensiva austriaca desde el Tirol llevaron a la República a rechazar oficialmente las propuestas francesas con una carta del Dux el 22 de julio. Mientras tanto, un proveditore extraordinario, Francesco Battagia, había sido nombrado para unirse, y en la práctica sustituir, al provveditore generale Foscarini. En Venecia se formaron patrullas nocturnas compuestas por comerciantes y jornaleros, y mandadas por dos patricios y dos burgueses (cittadini), para mantener el orden y la seguridad. También en Bérgamo se reclutaron tropas silenciosamente en los valles vecinos, procurando evitar conflictos con los ocupantes franceses, pero sólo "para contener el fervor del populacho, sin degradarlo", como decían los magistrados inquisitori di Stato.
El 31 de julio, por su parte, Napoleón ocupó el castillo de Brescia.

### Fracaso de la ofensiva austriaca

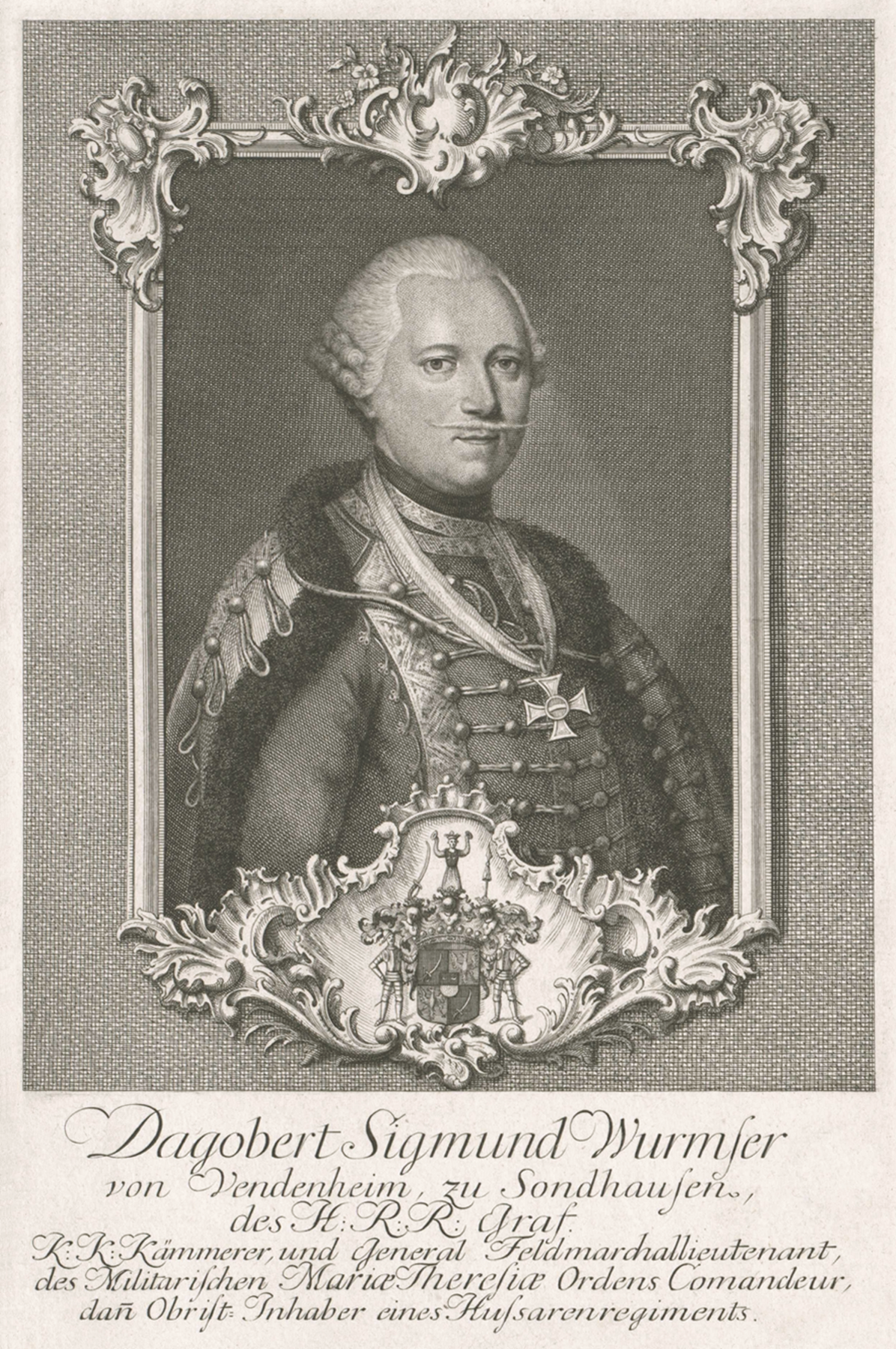
El comandante austríaco Dagobert Sigmund von Wurmser

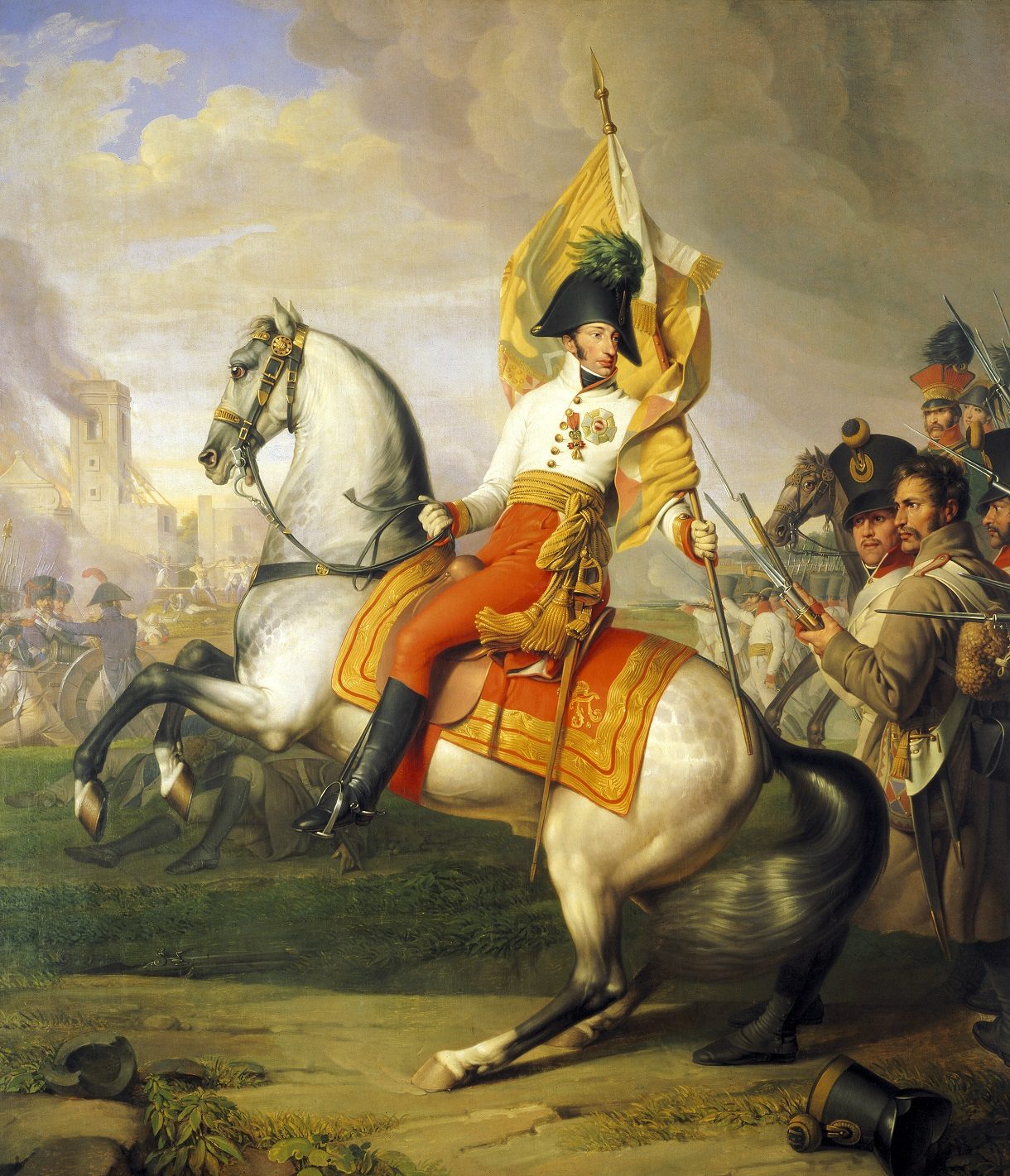
El archiduque Carlos de Austria, pintado en la época de las guerras napoleónicas

El 29 de julio, los austriacos al mando de Wurmser iniciaron su contraofensiva, descendiendo del Tirol en un avance en dos frentes a lo largo de las orillas del lago de Garda y el curso del río Brenta, pasando por territorio veneciano y mantuano. Las dos columnas austríacas fueron detenidas en Lonato del Garda el 3 de agosto y en Castiglione delle Stiviere el 5 de agosto respectivamente. Derrotado, Wurmser se vio obligado a regresar a Trento. Después de reorganizar sus tropas, Wurmser volvió al ataque, avanzando a lo largo del curso del Adigio, pero el 8 de septiembre, en la batalla de Bassano, los austriacos fueron duramente derrotados: obligados a una huida precipitada hacia Mantua, abandonando su artillería y su tren de suministros.
Como resultado, durante el otoño y el invierno, los franceses consolidaron su presencia en Italia, de modo que el 15/16 de octubre fundaron la República Cispadana y la República Transpadana como estados clientes franceses. Al mismo tiempo, en la Terraferma, los soldados franceses se apoderaron progresivamente del sistema defensivo veneciano asumiendo el control de ciudades y fortalezas. Mientras el gobierno veneciano seguía dando instrucciones a sus magistrados, colocados a la cabeza de los distintos reggimenti, para que prestaran la máxima colaboración y evitaran dar pie a cualquier excusa para un conflicto, los franceses comenzaron a apoyar cada vez más abiertamente las actividades revolucionarias y jacobinas locales.
El 29 de octubre, los austriacos, concentrados en el Friuli veneciano, intentaron una nueva ofensiva, bajo el mando de József Alvinczi, cruzando el Tagliamento, luego el Piave el 2 de noviembre y llegando a Brenta el 4 de noviembre. Los austriacos hicieron retroceder a los franceses en la segunda batalla de Bassano el 6 de noviembre y entraron en Vicenza. Sin embargo, las batallas de Caldiero (12 de noviembre) y, sobre todo, de Arcole (15-17 de noviembre) bloquearon el avance austríaco. Finalmente, en la batalla de Rivoli del 14 al 15 de enero de 1797, Napoleón derrotó decisivamente a Alvinczi y restauró la supremacía francesa.

### Revuelta de Bérgamo y Brescia

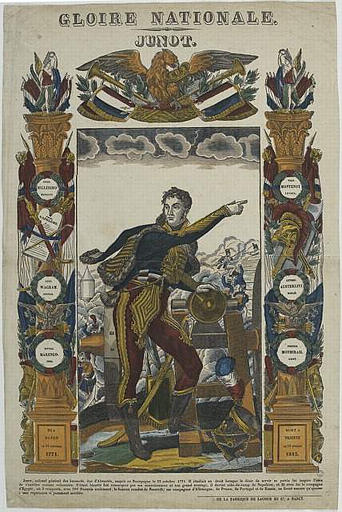
General Junot, comandante de las fuerzas francesas en el Véneto

Con la toma de Mantua el 2 de febrero de 1797, los franceses eliminaron el último bastión de la resistencia de los Habsburgo en Italia. Los franceses empezaron a promover abiertamente la "democratización" de Bérgamo, que, bajo la presión del general Louis Baraguey d'Hilliers, se sublevó contra Venecia el 13 de marzo, estableciendo la República de Bérgamo. Tres días más tarde, el provveditore extraordinario Francesco Battagia, en un esfuerzo por restablecer el orden, promulgó una amnistía general para cualquier acto que alterase el orden público. Sin embargo, Battagia temía ya la pérdida de Brescia, ciudad en la que residía y hacia la que marchaban también los revolucionarios bergamascos.
El 16 de marzo, en la batalla de Valvasone, Napoleón derrota al archiduque Carlos, abriendo así el camino hacia Austria propiamente dicha. Al día siguiente, el Senado veneciano emitió declaraciones de agradecimiento a las ciudades y fortalezas que permanecían leales a la República, y por primera vez les ordenó tomar medidas defensivas. Se ordenó la construcción de barricadas en la Laguna de Venecia, el establecimiento de patrullas armadas en el Dogado y la retirada de las unidades navales estacionadas en Istria. El Arsenal de Venecia, corazón militar del Estado, recibió la orden de aumentar su producción, y se enviaron tropas de las posesiones de ultramar del Stato da Mar a la Terraferma. El 19 de marzo, los Inquisitori di Stato informaron al Senado sobre el estado de los reggimenti. Sobre Bérgamo, que estaba en rebelión, no se disponía de información, y los inquisidores esperaban noticias de los fuertes y valles vecinos. La situación en Brescia seguía en calma y bajo el control de Battagia, así como Crema, donde recomendaron el refuerzo de su guarnición. En Verona reinaba un ambiente antifrancés, mientras que Padua y Treviso estaban tranquilas, aunque las autoridades venecianas mantenían a la primera bajo estrecha vigilancia en caso de problemas por parte de los estudiantes de la Universidad de Padua. El informe decía:

Bérgamo: los jefes rebeldes son apoyados por los franceses e intentan desacreditar a la República, las comunicaciones están interrumpidas, se esperan avisos de los valles y localidades y fuertes de la provincia. 
Brescia, por la prudente dirección del provveditore extraordinario, sigue firme [...].
Crema [...] requiere alguna guarnición.
 Verona [...], cuya población parece, según se dice, poco inclinada hacia los franceses, [...] que [...] no se apoderan por estar armados y ser peligrosos. [...]
 Padua, más allá de ser demasiado inmune al veneno entre algunos en la ciudad y el cuerpo estudiantil [...] tiene muchos estudiantes de las ciudades más allá del Mincio [...].
 Treviso no ofrece observaciones particulares.
- Informe de los tres Inquisitori di Stato de 19 de marzo de 1797

En realidad, sin embargo, los inquisidores no sabían que en Brescia, el día anterior (18 de marzo), un grupo de notables, deseosos de liberarse del dominio veneciano, había lanzado una revuelta. En medio de la indiferencia general, sólo podían contar con el apoyo de los bergamascos y de los franceses, que controlaban la ciudadela de la ciudad; sin embargo, Battagia, para no poner en peligro a la población, que seguía siendo mayoritariamente proveneciana, decidió abandonar la ciudad con sus tropas. La noticia no llegó a Venecia hasta el 20 de marzo, después de que Battagia llegara a Verona. El gobierno pareció reponerse ante la noticia: se envió una carta ducal a todos los reggimenti ordenando la preparación de la "defensa absoluta" y exigiendo de nuevo sus juramentos de fidelidad a la República. El 21 de marzo, mientras Bonaparte entraba en Gradisca, tomando el control de Tarvisio y la entrada de los valles que conducían a Austria, llegó la primera respuesta: Treviso se proclamó plenamente leal a Venecia.
Al día siguiente, sin embargo, llegó de Udine una carta de los embajadores venecianos enviados para tratar con Napoleón, que informaban al gobierno veneciano de la actitud cada vez más evasiva y sospechosa del general francés. A cambio, el gobierno consideró necesario informar a los principales magistrados de la Terraferma, reunidos en Verona, para que actuaran con la mayor circunspección frente a los franceses, sustituyendo así esencialmente el concepto de "defensa absoluta" por la vaga esperanza de no dar a Napoleón un pretexto para entrar en un conflicto abierto con Venecia. El 24 de marzo, sin embargo, llegaron los nuevos juramentos de fidelidad de los ciudadanos de Vicenza y Padua, seguidos poco después por los de Verona, Bassano, Rovigo y, uno tras otro, los demás centros. Numerosas delegaciones llegaron incluso de los valles de Bérgamo, dispuestas a levantarse contra los franceses.
El 25 de marzo, sin embargo, los revolucionarios lombardos ocuparon Salò, seguidos el 27 de marzo por Crema, donde al día siguiente proclamaron la República de Crema. La intervención francesa se volvió cada vez más audaz, con la caballería francesa empleada para reprimir la resistencia de Crema y luego, el 31 de marzo, con la artillería francesa bombardeando Salò, que se había rebelado contra los jacobinos.

### La contraofensiva antijacobina de Venecia
Todos estos hechos indujeron finalmente a los magistrados venecianos de Terraferma a autorizar la movilización parcial del cernide y la preparación para la defensa de Verona, principal bastión militar. Los ocupantes franceses se vieron inicialmente obligados a guardar las apariencias y aceptaron no interferir con las fuerzas venecianas que pretendían retomar el control de las ciudades de la Lombardía veneciana. Lo confirma el acuerdo, firmado el 1 de abril, por el que Venecia se comprometía a pagar un millón de liras al mes a Napoleón para financiar su campaña contra Austria. De esta manera, la República esperaba acelerar una rápida conclusión de ese conflicto, con su concomitante salida de las tropas de ocupación francesas, y asegurar cierta libertad de acción contra los revolucionarios lombardos.
Ante la propagación de los levantamientos populares a favor de Venecia y el rápido avance de las fuerzas venecianas, los franceses se vieron finalmente obligados a ayudar a los jacobinos lombardos, revelando sus verdaderas intenciones. El 6 de abril, un alférez de caballería veneciano fue arrestado por traición por los franceses y conducido a Brescia. El 8 de abril, el Senado es informado de las incursiones llevadas a cabo por revolucionarios brescianos vestidos con uniformes franceses hasta las puertas de Legnano. Al día siguiente, una proclama llama a la población de la Terraferma a abandonar Venecia, hasta entonces preocupada únicamente por la seguridad de su propia capital. Al mismo tiempo, el general francés Jean-Andoche Junot recibió de Napoleón una carta en la que éste se quejaba del levantamiento general antifrancés de los Terraferma. El 10 de abril, después de que los franceses capturaran un barco veneciano cargado de armas en el lago de Garda, acusaron a Venecia de haber roto su neutralidad instigando revueltas antijacobinas entre los habitantes de los valles de Brescia y Bérgamo. El general Sextius Alexandre François de Miollis denunció los ataques sufridos por un batallón de voluntarios polacos, que había intervenido en uno de los enfrentamientos. El 12 de abril, ante la presencia cada vez más frecuente de buques de guerra franceses, los venecianos ordenaron mantener la máxima vigilancia en todos sus puertos.
Finalmente, el 15 de abril, el embajador de Napoleón en Venecia informó a la Signoria de Venecia de la intención francesa de apoyar y promover las revueltas contra el "gobierno tiránico" de la República. La Signoria respondió emitiendo una proclamación instando a todos sus súbditos a mantener la calma y respetar la neutralidad del Estado.

### Los "Preliminares de Leoben" y la "Pascua Veronesa"

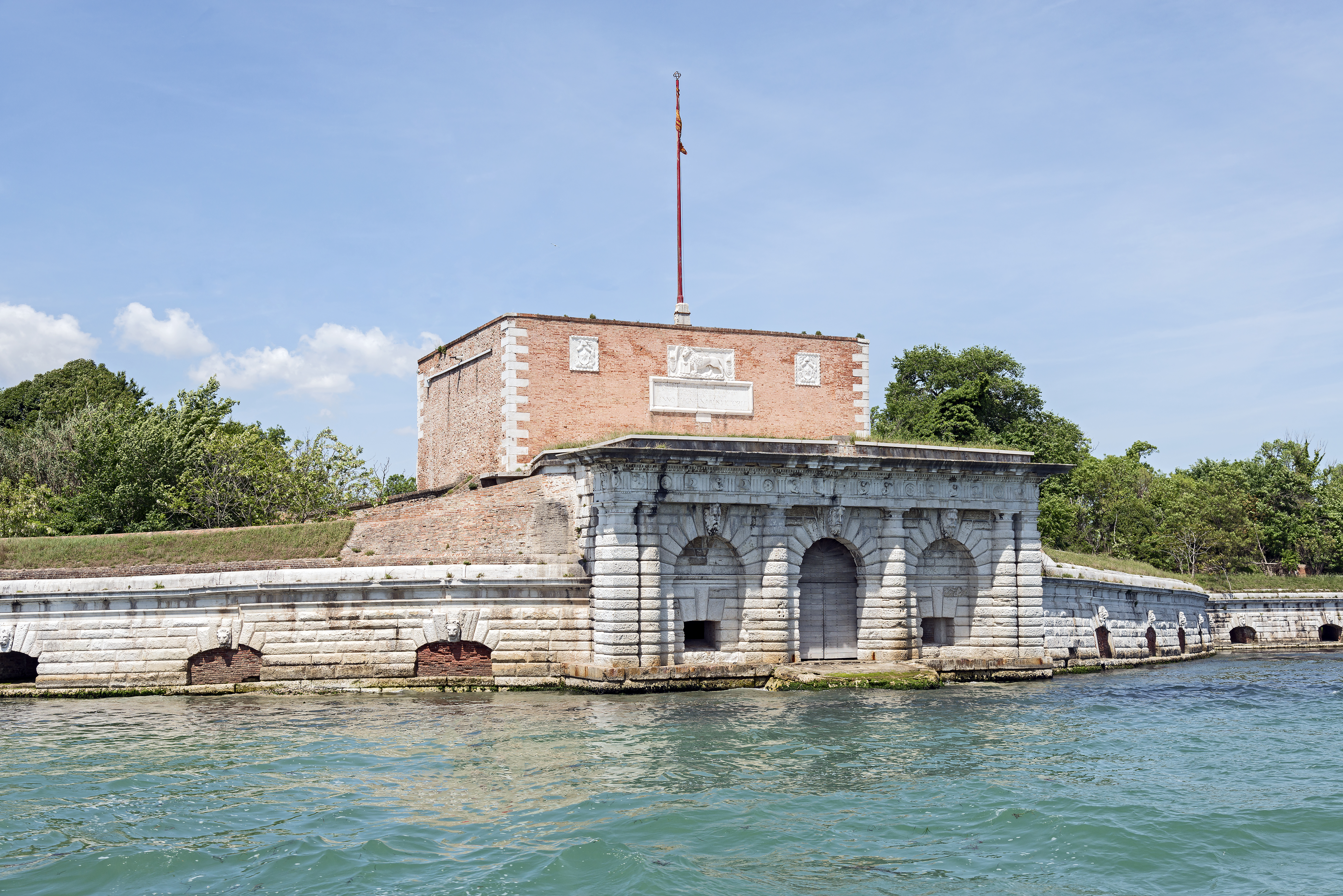
El fuerte de Sant'Andrea, cuya artillería hundió el Le Libérateur d'Italie.

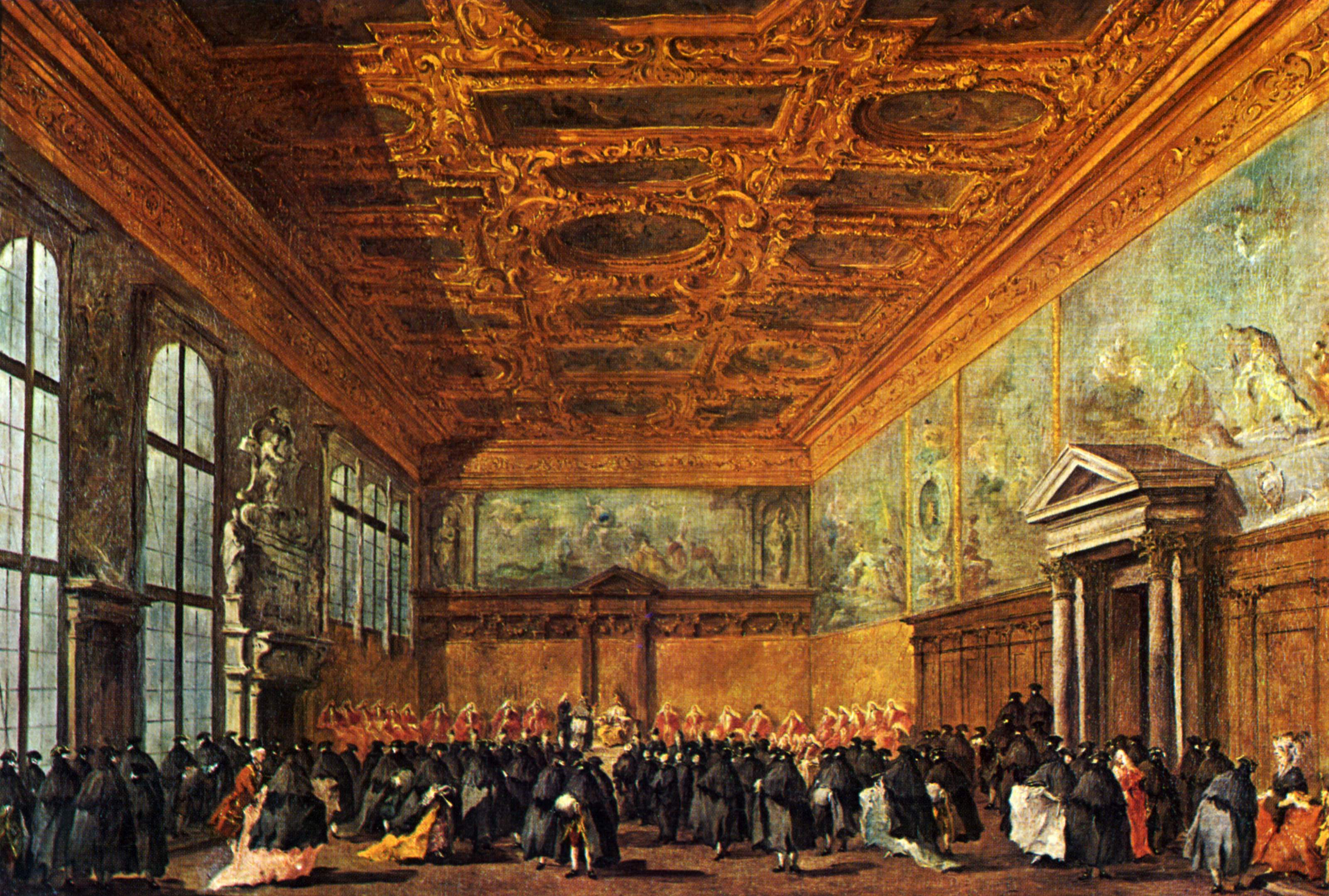
Audiencia ducal, pintada por Francesco Guardi entre 1770 y 1775

El 17 de abril de 1797, Napoleón firmó un armisticio preliminar en Leoben, Estiria, con los representantes del emperador del Sacro Imperio Romano Germánico de Habsburgo, Francisco II. En los anexos secretos del tratado ya se concedían al imperio de los Habsburgo los territorios de la Terraferma, a cambio de la posesión francesa de los Países Bajos austriacos. Ese mismo día, sin embargo, los acontecimientos se precipitaron en Verona. La población y una parte de las tropas venecianas allí acuarteladas, cansadas de la arrogancia y la opresión francesas, se sublevaron. El episodio, conocido como la "Pascua veronesa", redujo rápidamente a las tropas de ocupación a la defensiva, reduciéndolas a los fuertes de la ciudad.
El 20 de abril, a pesar de que recientemente se había reiterado la prohibición de que buques de guerra extranjeros entraran en la laguna de Venecia, la fragata francesa Le Libérateur d'Italie intentó entrar en el Porto di Lido, la entrada norte de la laguna. En respuesta, la artillería del fuerte de Sant'Andrea abrió fuego, hundiendo el barco y matando a su capitán. El gobierno veneciano, sin embargo, seguía dudando en aprovechar el momento, y aún esperaba evitar un conflicto abierto, incluso con la pérdida de sus posesiones continentales: se negó a movilizar al ejército, o a enviar refuerzos a Verona, que se vio obligada a capitular el 24 de abril.
El 25 de abril, día de la fiesta del patrón de Venecia, Marcos el Evangelista, en Graz, los desconcertados emisarios venecianos fueron abiertamente amenazados con la guerra por Napoleón, quien se jactaba de tener 80.000 hombres y veinte cañoneras listas para derrocar la República. El general francés anunció que:

No quiero más Inquisición, ni Senado, seré un Atila para el estado de Venecia.
- Napoleon Bonaparte

En la misma ocasión, Napoleón acusó a Venecia de haber rechazado una alianza con Francia, que habría consentido la restauración de las ciudades rebeldes, con el único fin de mantener su ejército en armas y cortar así el camino de retirada al ejército francés en caso de derrota.
Durante los días siguientes, el ejército francés procedió a ocupar definitivamente la Terraferma, hasta las orillas de la Laguna de Venecia. El 30 de abril, una carta de Napoleón, que se encontraba ahora en Palmanova, informaba a la Signoria de su intención de alterar el sistema de gobierno de la República, pero ofrecía mantener su esencia. Este ultimátum expiraba en cuatro días. El gobierno veneciano intentó una reconciliación, informando a Napoleón el 1 de mayo de su intención de reformar su constitución sobre una base más democrática, pero el 2 de mayo los franceses declararon la guerra a la República.
Por otra parte, el 3 de mayo Venecia revocó la orden general de reclutamiento para el cernide de Dalmacia. Luego, en un nuevo intento de apaciguar a Napoleón, el 4 de mayo el Gran Consejo de Venecia, con 704 votos a favor, 12 en contra y 26 abstenciones, decidió aceptar las exigencias francesas, incluida la detención del comandante del Fuerte de Sant 'Andrea, y los tres Inquisitori di Stato, una institución que resultaba particularmente ofensiva para la sensibilidad jacobina debido a su papel como garante de la naturaleza oligárquica de la República de Venecia.
El 8 de mayo, el dux Ludovico Manin se declaró dispuesto a deponer sus insignias a manos de los líderes jacobinos e invitó a todos los magistrados a hacer lo mismo, aunque el consejero ducal Francesco Pesaro le instó a huir a Zara en Dalmacia, que todavía estaba firmemente en manos venecianas. Venecia todavía poseía una flota y las todavía leales posesiones en Istria y Dalmacia, así como las defensas intactas de la propia ciudad y su laguna. Sin embargo, el patriciado se sintió aterrorizado ante la perspectiva de un levantamiento popular. Como resultado, se dio la orden de desmovilizar incluso a las tropas balcánicas leales (Schiavoni) presentes en la ciudad. El propio Pesaro se vio obligado a escapar de la ciudad, después de que el gobierno ordenara su arresto en un esfuerzo por complacer a Napoleón.
En la mañana del 11 de mayo, en la penúltima convocatoria del Gran Consejo, y bajo amenaza de invasión, el Dux exclamó:

Esta noche no estamos seguros ni siquiera en nuestra propia cama.
— Dux Ludovico Mani

## 12 de mayo de 1797: caída de la República de Venecia
La mañana del 12 de mayo, entre rumores de conspiraciones y el inminente ataque francés, el Gran Consejo se reunió por última vez. A pesar de la presencia de sólo 537 de los 1.200 patricios que constituían su membresía plena, y de ahí la falta de quórum, el dux Ludovico Manin abrió la sesión con las siguientes palabras:

Por más que estemos con el alma muy afligida y turbada, aun después de haber tomado con casi unanimidad las dos resoluciones anteriores, y de haber declarado tan solemnemente la voluntad pública, estamos también resignados a las divinas decisiones. [...] La decisión que se os presenta no es sino consecuencia de lo ya acordado con las anteriores [...]; pero dos artículos nos dan supremo consuelo, viendo uno asegurado nuestra Santa Religión, y con el otro los medios de sustento de nuestros conciudadanos [...]. Mientras que el hierro y el fuego están siempre amenazados si uno no se adhiere a sus exigencias; y en este momento estamos cercados por sesenta mil hombres caídos de Alemania, victoriosos y libres del temor de las armas austriacas. [...] Concluiremos, pues, como es debido, recomendándoos que os dirijáis siempre a Dios Nuestro Señor y a su Santísima Madre, para que se dignen, después de tantos azotes, que merecidamente nos han probado por nuestros errores, mirarnos de nuevo con los ojos de su misericordia, y levanten al menos en parte las muchas angustias que nos oprimen.
- Dux Ludovico Manin

A continuación, el Consejo examinó las exigencias francesas, presentadas por algunos jacobinos venecianos, que implicaban la abdicación del gobierno en favor de una Municipalidad Provisional de Venecia, la plantación de un árbol de la libertad en la plaza de San Marcos, el desembarco de un contingente de 4.000 soldados franceses y la entrega de algunos magistrados que habían defendido la resistencia. Durante la sesión, el pánico se apoderó de la asamblea al oír disparos procedentes de la plaza de San Marcos: los Schiavoni disparan sus mosquetes en señal de saludo al estandarte de San Marcos antes de embarcar, pero los patricios, aterrorizados, temían que se tratase de una revuelta popular. Inmediatamente se procedió a la votación y, con 512 votos a favor, 5 abstenciones y 20 en contra, se declaró abolida la República. Mientras la asamblea se dispersaba apresuradamente, el Dux y los magistrados se despojaron de sus insignias y se presentaron en el balcón del Palacio Ducal para anunciar la decisión a la multitud reunida abajo. Al final de la proclamación, la multitud estalló; no, como temían los patricios, en gritos de revolución, sino en gritos de ¡Viva San Marco! y ¡Viva la Repubblica! La multitud izó la bandera de San Marcos en los tres mástiles de la plaza, intentó reinstaurar al Dux y atacó las casas y propiedades de los jacobinos venecianos. Los magistrados, temerosos de tener que responder ante los franceses, intentaron apaciguar a la multitud, y patrullas de hombres del Arsenal y disparos de artillería efectuados en Rialto restablecieron el orden en la ciudad.

## Ocupación francesa de Venecia

### Últimos actos del Dux

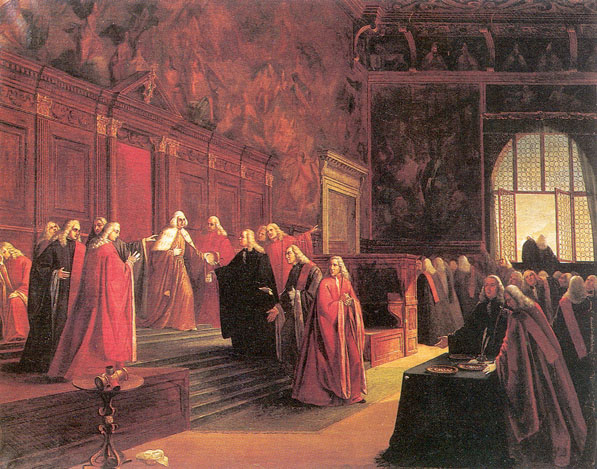
La abdicación del último dux, Ludovico Manin

En la mañana del 13 de mayo, todavía en nombre del Príncipe Sereno, y con el escudo habitual de San Marcos, se emitieron tres proclamas, que amenazaban de muerte a todo aquel que se atreviera a levantarse, ordenaban la restitución a la Procuratie de los objetos de valor saqueados, y finalmente reconoció a los líderes jacobinos como merecedores de la patria.
Como al día siguiente expiraba el último plazo del armisticio concedido por Napoleón, tras el cual los franceses habrían forzado su entrada en la ciudad, finalmente se acordó enviarles los transportes necesarios para transportar a 4.000 hombres, de los cuales 1.200 eran con destino a Venecia y el resto a las islas y fuertes que la rodean.
El 15 de mayo, el Dux abandonó para siempre el Palacio Ducal y se retiró a la residencia de su familia. En el último decreto del antiguo gobierno, anunció el nacimiento del Municipio Provisional de Venecia.

### Establecimiento del Municipio Provisional
El Municipio Provisional se estableció en el Palacio Ducal, en el salón donde se reunía el Gran Consejo. El 16 de mayo emitió una proclama para anunciar el nuevo orden de cosas:

El gobierno veneciano, deseoso de dar un último grado de perfección al sistema republicano que desde hace siglos constituye la gloria de este país, y de hacer gozar cada vez más a los ciudadanos de esta capital de una libertad que salvaguarde a la vez la religión, los individuos y la propiedad, y apresurándose a recordar a la patria a los habitantes de la Terraferma que se desprendieron de ella, y que, sin embargo, conservaron para sus hermanos de la capital su antiguo apego, convencido, además, de que la intención del gobierno francés es aumentar el poder y la felicidad del pueblo veneciano, asociando su suerte a la de los pueblos libres de Italia, anuncia solemnemente a toda Europa, y especialmente al pueblo veneciano, la reforma libre y franca que ha creído necesaria para la constitución de la República. Sólo los nobles tenían derecho por derecho de nacimiento a la administración del Estado; estos mismos nobles renuncian hoy voluntariamente a ese derecho, de modo que los más meritorios de entre toda la nación serán admitidos en lo sucesivo al servicio público. [...] El último voto de los nobles venecianos, al hacer el glorioso sacrificio de sus títulos, es ver a todos los hijos de la patria a la vez iguales y libres, gozar, en el seno de la fraternidad, de los beneficios de la democracia, y honrar, por el respeto de las leyes, el título más sagrado que han adquirido, el de Ciudadanos.

Ese mismo día se firmó en Milán un tratado de paz. A petición del Ayuntamiento, las tropas francesas entraron en la ciudad, de acuerdo con los términos del tratado; eran las primeras tropas extranjeras que pisaban Venecia desde su fundación, un milenio antes. Al mismo tiempo, las provincias comenzaron a rebelarse contra la autoridad del Ayuntamiento de Venecia, tratando de instituir sus propias administraciones, mientras que el aumento de la deuda pública, que ya no se sostenía con los ingresos de sus posesiones, la suspensión de las devoluciones bancarias y las demás medidas fiscales, empujaban a una parte de la población a formas de sufrimiento cada vez más manifiestas. El 4 de junio, en la plaza de San Marcos, se izó el Árbol de la Libertad (Albero della Libertà): durante la ceremonia se cortó en pedazos el gonfalone de la República y se quemó el libro d'oro de la nobleza, mientras se presentaba el nuevo símbolo de un león alado con la inscripción DIRITTI DELL'UOMO E DEL CITTADINO ("Derechos del Hombre y del Ciudadano").
Un mes después, el 11 de julio, se abolió el gueto de Venecia y se dio a los judíos de la ciudad libertad de circulación.

### Pérdida delStato da Mar

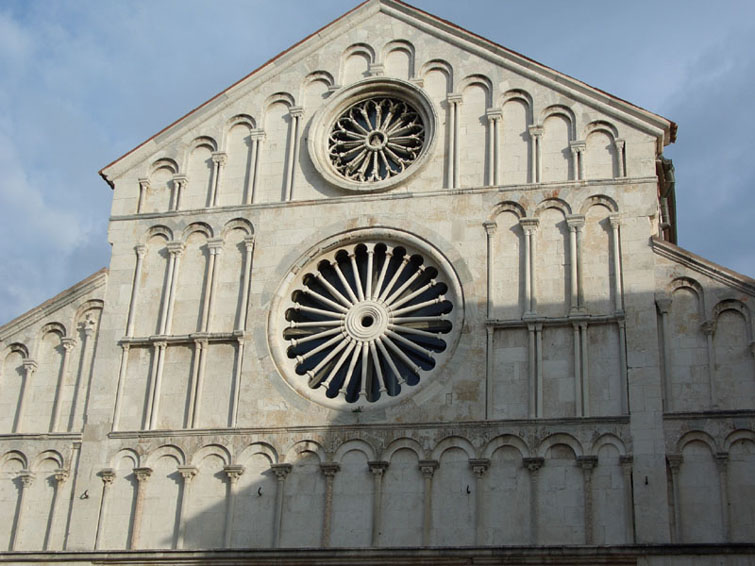
La catedral de Zadar, ciudad ocupada el 1 de julio de 1797 por Austria

El 13 de junio, los franceses, temiendo que el Municipio no lograra mantener el control de Corfú, zarparon con una flota de Venecia, con la intención de deponer al provveditore generale da Mar veneciano en Corfú, Carlo Aurelio Widmann, que aún controlaba los territorios de ultramar de la República, e instaurar un régimen democrático. Así, el 27 de junio se creó el Municipio Provisional de las Islas Jónicas.
Mientras tanto, en Istria, Dalmacia y la Albania veneciana, los magistrados venecianos y los nobles locales se negaron a reconocer al nuevo gobierno. La flota, que había repatriado a los Schiavoni a su tierra natal, permaneció anclada allí, sin mostrar ninguna intención de regresar a la Laguna, ni de imponer el control del Municipio. En Traù fueron saqueados los bienes de los pro-revolucionarios, mientras que en Sebenico (actual Šibenik, Croacia) fue asesinado el agente consular francés. La difusión de las noticias sobre las condiciones acordadas en Leoben llevó a la población a presionar para que los austriacos ocuparan rápidamente el país. El 1 de julio, los austriacos entraron en Zara y fueron recibidos con un repique de campanas y disparos de artillería en señal de saludo. Las banderas de la República, que habían ondeado hasta entonces, fueron conducidas en procesión hasta la catedral, donde la población les rindió homenaje. En Perasto (en la actual Montenegro, que gozaba del título de fedelissima gonfaloniera ("abanderada más leal") y último asentamiento veneciano en rendirse, el estandarte fue enterrado simbólicamente bajo el altar mayor, seguido de un discurso del capitán de la guarnición, Giuseppe Viscovich, el 23 de agosto. Toda la costa Istro-Dálmata pasó así a manos austriacas, provocando las inútiles protestas del Ayuntamiento Provisional de Venecia.

### El "Terror" en Venecia
El 22 de julio, un Comité de Salvación Pública (Comitato di Salute Pubblica), establecido por el Ayuntamiento Provisional de Venecia, instituyó un Consejo Penal (Giunta Criminale) para iniciar la represión de la disidencia política, y decretó la pena de muerte para quien pronunciara el grito ¡Viva San Marco! Se prohibió circular sin salvoconducto. El 12 de octubre, el Ayuntamiento anunció el descubrimiento de una conspiración en su contra. Esto llevó al general francés Antoine Balland, gobernador militar de la ciudad, a decretar el estado de sitio y a proceder a la detención y encarcelamiento de rehenes.

## El Tratado de Campoformio y el fin de la independencia veneciana

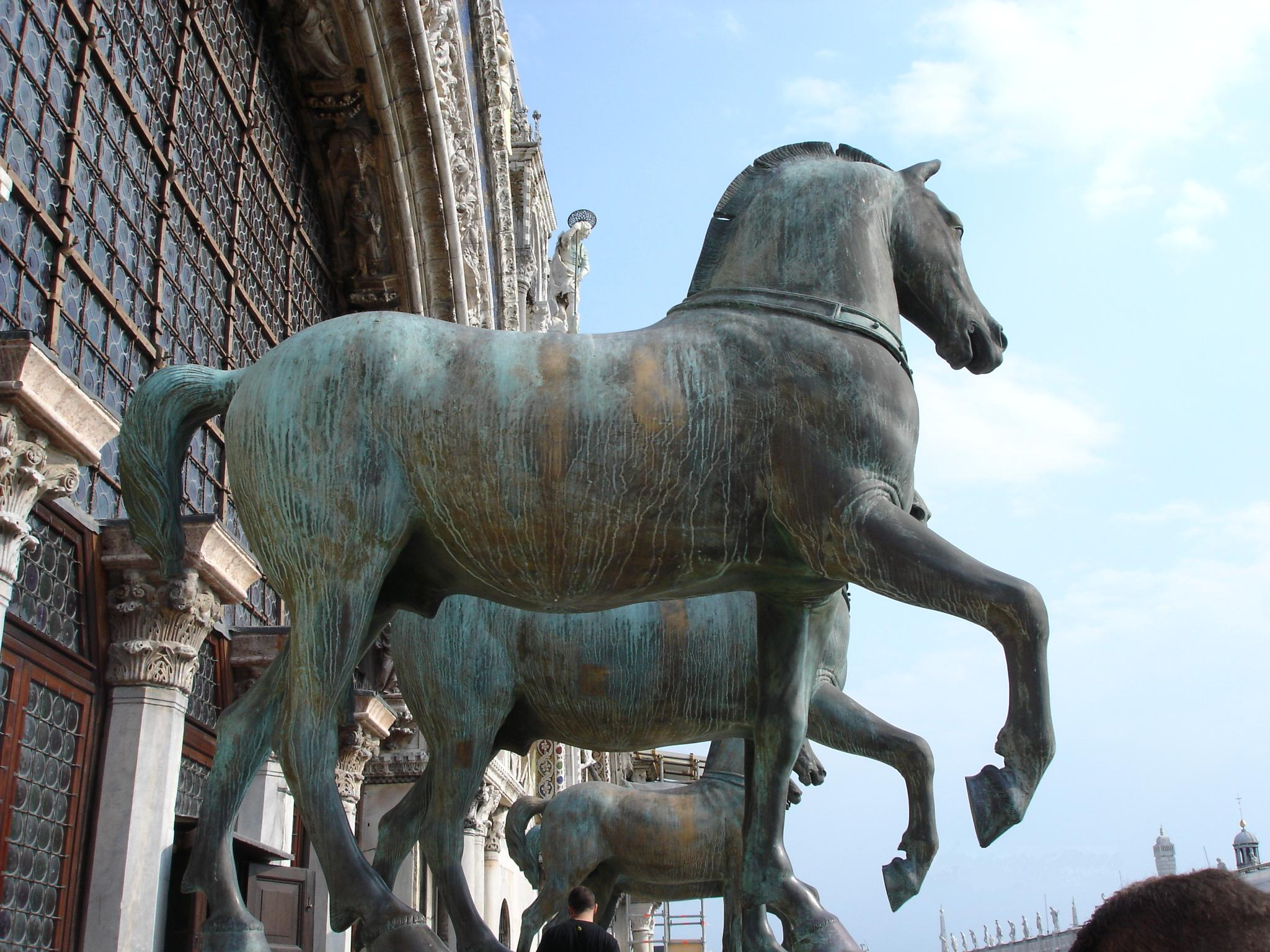
Los Caballos de San Marcos, llevados por los franceses a París y devueltos tras la caída de Napoleón en 1815.

### Conclusión del tratado austro-francés
Después del golpe de Estado del 18 de Fructidor el 4 de septiembre de 1797, los republicanos de línea dura tomaron el control de Francia, presionando para que se reanudaran las hostilidades con Austria. El 29 de septiembre, el Directorio dio a Napoleón la orden de anular el acuerdo de Leoben y lanzar un ultimátum a los austriacos para dejarlos sin posibilidad de retomar el control de Italia. El general, sin embargo, ignoró sus instrucciones y continuó las conversaciones de paz con los Habsburgo.
Mientras tanto, ante el precipitado deterioro de la situación política y los riesgos que planteaban las disposiciones de Leoben, las ciudades de la Terraferma acordaron participar en una conferencia en Venecia para decidir el destino común de los antiguos territorios de la Serenísima República. Se decidió la unión con la recién formada República Cisalpina, pero los franceses no siguieron la elección de la población. La última reunión entre franceses y austriacos tuvo lugar el 16 de octubre en la villa del ex-Doge Ludovico Manin, en Codroipo. El 17 de octubre se firmó el Tratado de Campoformio. Así, de acuerdo con las cláusulas secretas de Leoben, los territorios de la República de Venecia, formalmente aún existentes como "Municipio Provisional", fueron consignados al imperio austriaco, mientras que el Municipio Provisional y todas las demás administraciones jacobinas establecidas por los franceses dejaron de existir.
El 28 de octubre, en Venecia, el pueblo fue convocado por parroquia para expresar su aceptación de las decisiones francesas, o para resistirse a ellas: de 23.568 votos, 10.843 fueron para someterse. Mientras los responsables del Municipio Provisional intentaban resistir, mandando enviados a París, las actividades de los agentes austriacos y del patriciado depuesto ya habían abierto el camino a la ocupación austriaca. Los enviados del Municipio Provisional fueron detenidos en Milán y enviados a casa.

### Saqueo de Venecia y entrega a Austria

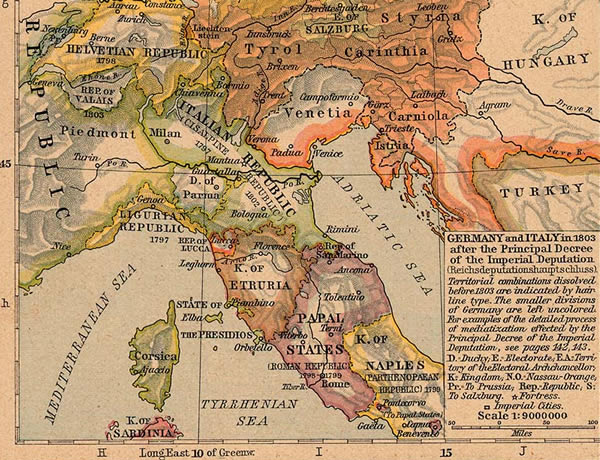
Mapa del norte de Italia en 1803.

El 21 de noviembre, durante la tradicional Festa della Salute, los representantes del municipio fueron públicamente reprendidos por el pueblo y abandonaron el poder, mientras los ocupantes franceses se entregaban a un saqueo desenfrenado. De los 184 barcos del Arsenal, los ya equipados fueron enviados a Tolón, y el resto fueron hundidos, poniendo así fin a la armada veneciana. Para privar a Austria de cualquier beneficio, los almacenes de la flota fueron saqueados, los dos mil trabajadores del Arsenal fueron despedidos y todo el complejo fue incendiado.
Iglesias, conventos y numerosos palacios quedaron vaciados de objetos de valor y obras de arte. La ceca estatal (zecca) y el tesoro de la iglesia de San Marcos fueron confiscados, mientras que la galera ceremonial del dux, el Bucintoro, fue despojada de todas sus esculturas, que fueron quemadas en la isla de San Giorgio Maggiore para recuperar su pan de oro. Incluso los caballos de bronce de San Marcos fueron llevados a París, mientras que los ciudadanos privados fueron encarcelados y obligados a entregar sus riquezas a cambio de su libertad.
El 28 de diciembre, el ejército francés y un comité de policía tomaron el poder, hasta la entrada de las tropas austriacas en la ciudad el 18 de enero de 1798.

## Consecuencias

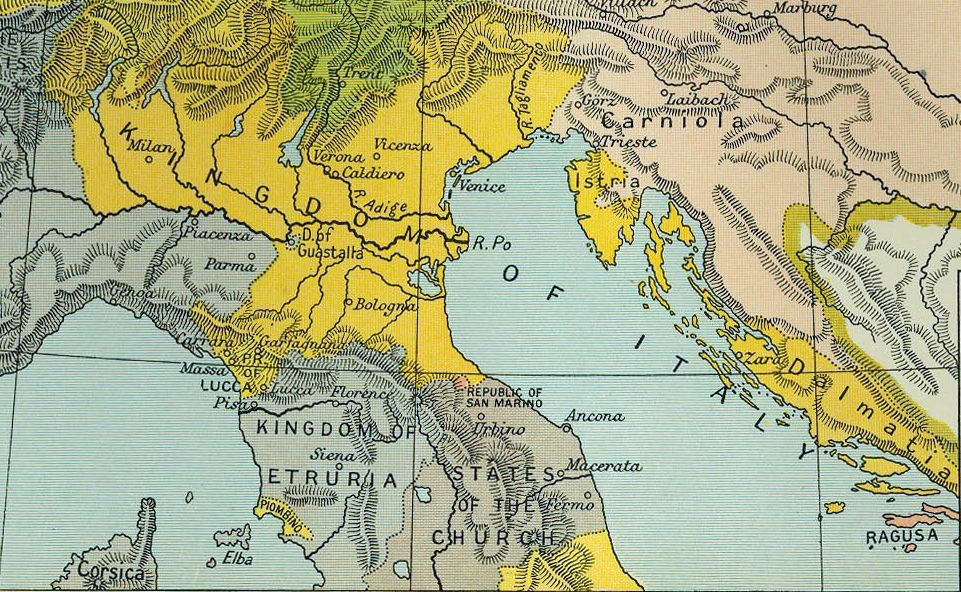
Reino de Italia de Napoleón en 1807, durante el breve período en el que Dalmacia formó parte de él, antes de convertirse en las Provincias Ilirias del Primer Imperio Francés.

La administración austriaca no duró mucho. El 18 de marzo de 1805, el Tratado de Presburgo cedió la provincia veneciana de los Habsburgo a Francia: el 26 de mayo Napoleón, tras haber sido proclamado emperador de Francia el año anterior, fue coronado rey de Italia con la Corona de Hierro de Lombardía en Milán.
Venecia volvió así al control francés. Napoleón suprimió las órdenes religiosas e inició obras públicas a gran escala en una ciudad que se convertiría en una de las capitales de su imperio. En la plaza de San Marcos se construyó una nueva ala en lo que sería la residencia real de Napoleón: el Ala Napoleonica, o Procuratie Nuovissime; se abrió una nueva avenida en la ciudad, la Via Eugenia (rebautizada como Via Garibaldi en 1866), llamada así en honor del hijastro de Napoleón y virrey Eugène de Beauharnais.
En 1807, el cargo de Primicerius de San Marcos fue suprimido y la basílica se convirtió en la catedral del Patriarcado de Venecia. En 1808, Dalmacia también fue anexada al Reino Napoleónico de Italia, y se estableció un Provveditore generale di Dalmazia hasta 1809, cuando, tras el Tratado de Schönbrunn, Dalmacia pasó bajo administración francesa directa como Provincias de Iliria.
El segundo período de dominio francés terminó con la caída de Napoleón en la Guerra de la Sexta Coalición. El 20 de abril de 1814, Venecia volvió al dominio austriaco y, con el colapso del Reino de Italia, siguió todo el Véneto. La región fue incorporada al Reino de Lombardía-Venecia en 1815.
Venecia fue el único entre los principales estados destruidos por la Revolución Francesa que no fue restaurado después de la derrota de Napoleón. 

## Legado
El impacto de la caída de la República, y en particular su entrega al autocrático Imperio austríaco, se retrata en la novela Las últimas cartas de Jacopo Ortis (1798) de Ugo Foscolo, un noble veneciano de las Islas Jónicas. 
En la historiografía nacionalista del siglo XIX, tanto franceses como italianos evitaron en gran medida el asunto considerándolo un episodio embarazoso. Para los primeros, la traición de los municipios democráticos de Campo Formio se explicaba enfatizando la larga decadencia de la República y la correspondiente inevitabilidad de su desaparición; para estos últimos, la "colaboración" de las elites venecianas en la caída de la República era prueba de una falta de patriotismo. 
El 12 de mayo de 1997, en el 200 aniversario de la caída de la República de Venecia, el partido separatista Liga Norte ocupó el Campanario de San Marcos. 